# 安中郵便局
安中郵便局
- （あんなかゆうびんきょく） - 群馬県安中市にある郵便局。本記事にて記述する。
- （あんじゅうゆうびんきょく） - 茨城県稲敷郡美浦村にある郵便局。局番号は06273。

安中郵便局（あんなかゆうびんきょく）は群馬県安中市にある郵便局。民営化前の分類では集配普通郵便局であった。

## 概要
住所：〒379-0199 群馬県安中市安中3-24-7

## 沿革
- 1872年（明治5年） - 安中郵便取扱所として開設[1]。
- 1873年（明治6年）2月9日 - 安中郵便役所となる。
- 1875年（明治8年）1月1日 - 安中郵便局（四等）となる。
- 1879年（明治12年）9月 - 為替取扱を開始。
- 1880年（明治13年）5月25日 - 貯金取扱を開始。
- 1893年（明治26年）1月21日 - 安中郵便電信局となる。
- 1903年（明治36年）4月1日 - 通信官署官制の施行に伴い安中郵便局となる。

1940年（昭和15年）3月に、安中郵便局長清水童平が、支那事変（日中戦争）に収拾の見通しがないことや、軍部の横暴について、批判的発言をおこない、警察に知られて厳諭（厳重説諭）を受けた。
- 1955年（昭和30年）9月11日 - 電気通信業務の取扱を安中電報電話局に移管するとともに、電話通話事務の取扱を開始[3]。
- 1956年（昭和31年）11月1日 - 和文電報受付事務の取扱を開始。
- 1962年（昭和37年）3月1日 - 特定郵便局から普通郵便局に局種別改定するとともに、原市郵便局[4]および磯部郵便局から集配業務を移管。
- 1983年（昭和58年）10月31日 - 安中市安中二丁目から同市安中三丁目に移転。
- 2000年（平成12年）8月14日 - 外国通貨の両替および旅行小切手の売買に関する業務取扱を開始。
- 2007年（平成19年）10月1日 - 民営化に伴い、併設された郵便事業安中支店に一部業務を移管。
- 2012年（平成24年）10月1日 - 日本郵便株式会社発足に伴い、郵便事業安中支店を安中郵便局に統合。

## 取扱内容
- 郵便、印紙、ゆうパック、内容証明
- 貯金、為替、振替、振込、国際送金、国債、投資信託
- 生命保険、バイク自賠責保険、自動車保険、がん保険、引受条件緩和型医療保険
- ゆうちょ銀行ATM
- 「379-01xx」区域（安中市＝旧碓氷郡松井田町域を除く）の集配業務
- ゆうゆう窓口

## 風景印
- 表記は『安中』
- 形は梅の花枠の変形印である。
- 図案は『秋間の梅林』・『安政遠足マラソン』・『温泉マーク』・『妙義山』
- 使用開始日は1998年（平成10年）10月30日
磯部郵便局も表記が違うだけで、同じ印影の風景印である。

## 周辺
- 新島学園中学校・高等学校
- 安中市立安中小学校
- 国道18号
- 碓氷川

## アクセス
- JR信越本線 安中駅から徒歩約19分
- 群馬バス 伝馬町安中局前停留所、アークバス 伝馬町停留所下車
- 上信越自動車道　富岡ICから北へ約11.5km、松井田妙義ICから東へ約14km
- 駐車場あり：12台